# 库皮扬斯克-武兹洛维伊

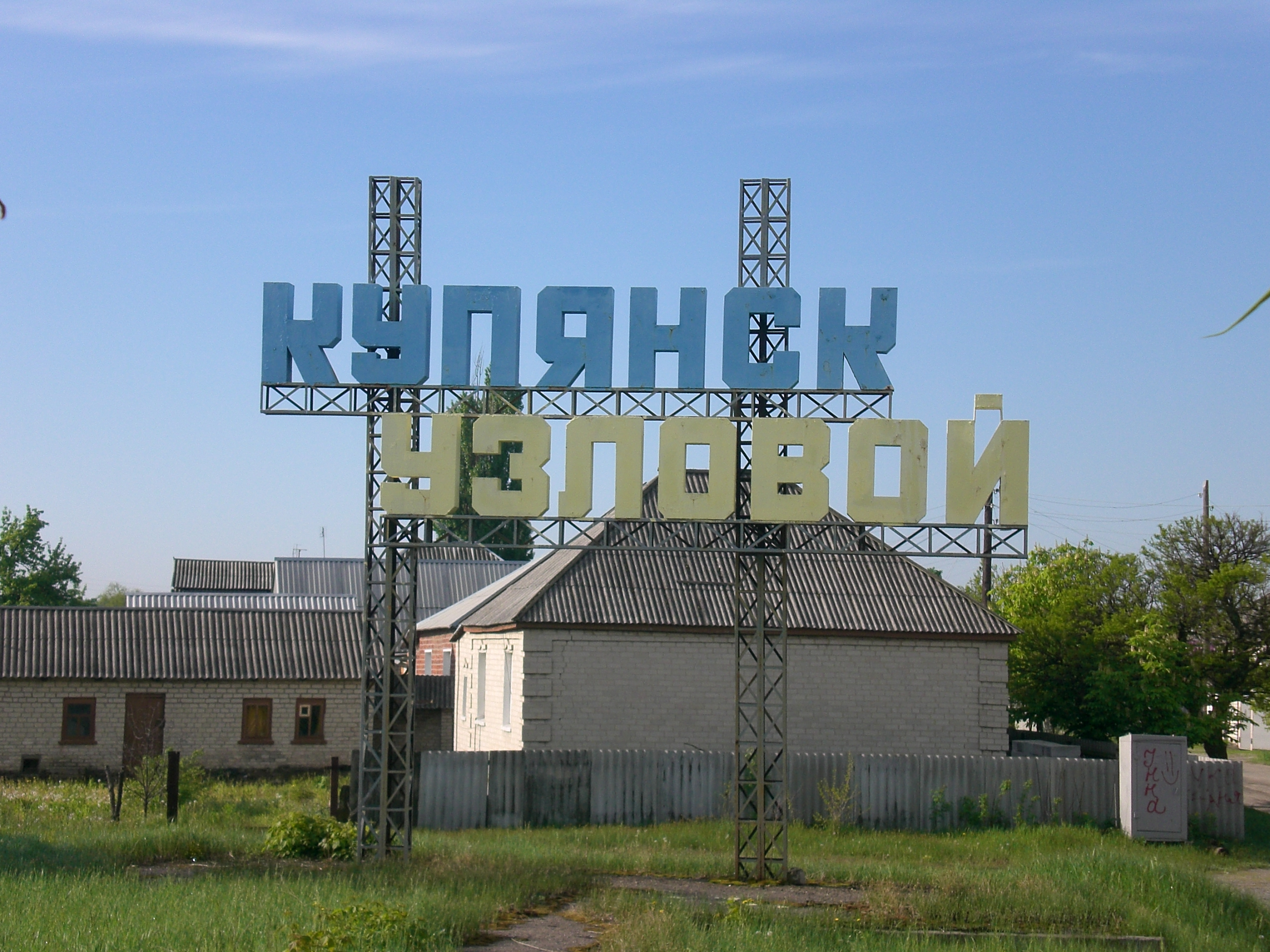

库皮扬斯克-武兹洛维伊（羅馬化：Kupiansk-Vuzlovyi），又按俄语名译为库皮扬斯克-乌兹洛沃伊，是烏克蘭東部哈爾科夫州庫皮揚斯克區库皮扬斯克市镇内的鎮，始建於1925年，面積4.42平方公里，2025年人口800，人口密度每平方公里2,214.7人。
2022年俄羅斯入侵烏克蘭後，庫皮揚斯克-武茲洛維伊一度被俄羅斯佔領。2022年9月26日，庫皮揚斯克-武茲洛維伊在哈爾科夫大反攻中被烏克蘭收復。

## 備註
1. ↑  俄语：，羅馬化：Kupyansk-Uzlovoy